# احمد عظیموف
احمد عظیموف صخراتولایویچ (به روسی: Азимов, Ахмед Сахратулаевич)رئیس شعبه جنبش اجتماعی سراسر روسیه به نام «کنگره ملل قفقاز»، معاون رئیس شورای امور ملیتها در شهرداری مسکو، هماهنگ‌کننده شورای کارشناسی در شورای مفتیان روسیه، شرق‌شناس. 

## زندگینامه
احمد عظیموف در سال ۱۹۷۷ درشهر ماخاچ قلعه مرکز جمهوری داغستان به دنیا آمد. 
- در سال ۱۹۹۵ به بخش شرق‌شناسی دانشکده تاریخ دانشگاه دولتی داغستان راه یافت.
- در سال ۱۹۹۸ به ادامه تحصیل دردانشکده شرق‌شناسی دانشگاه دولتی سنت پترزبورگ پرداخت.
- در سال ۱۹۹۹ با دریافت پایان‌نامه لیسانس تحصیلاتش را در همان دانشگاه ادامه داد. 
- در سال ۲۰۰۰ موفق به دریافت پایان‌نامه فوق لیسانس دررشته شرق‌شناسی و آفریقاشناسی با نمرات ممتاز شد.
- از سال ۲۰۰۰ تا ۲۰۰۳ به تحصیل درمقطع دکترا در همان دانشکده پرداخت.
- از سال ۲۰۰۱ در مسکو به کاروزندگی مشغول است و متأهل ودارای سه فرزند می‌باشد. 

## فعالیتهای تخصصی و شغلی
- در سال ۲۰۰۰ احمد. س. عظیموف به عنوان رئیس سازمان اجتماعی «اتحادیه جوانان داغستان درسنت پترزبورگ» انتخاب شد. 
- در سال ۲۰۰۲ به عنوان رئیس سازمان اجتماعی «مرکز فرهنگی – آموزشی میراث» در شهر مسکو برگزیده شد. 
- در سال ۲۰۰۳ معاون اول رئیس «اتحادیه خبرنگاران مسلمان روسیه» شد. 
- از سال ۲۰۰۳ تاکنون مشاور راویل عیل الدین رئیس شورای مفتیان روسیه محسوب می‌گردد. 
- ازسال ۲۰۰۴ تا سال ۲۰۰۷ به عنوان مدیرکل شرکت سهامی عام «گلوبال کاپیتال» فعالیت نمود.
- در سال ۲۰۰۵ گواهی آمادگی با تخصص «مدیریت نوآوری و خلاقیت» را با نمرات ممتاز از دانشگاه دولتی مسکو دریافت نمود. 
- از سال ۲۰۰۷ معاونت رئیس کمیته اجرایی جنبش اجتماعی سراسری روسیه بنام «کنگره ملل قفقاز» را برعهده دارد.
- درسالهای ۲۰۰۸ و۲۰۰۹ یکی از مجریان و نویسندگان برنامه مباحثه‌ای «زمانه قفقاز» دررادیو سرویس خبری روسیه " بود. (۱۰۷ FM) 
(http://rcnc.ru/index.php?option=com_content&task=view&id=1082)
- از سال ۲۰۰۸ رئیس شعبه جنبش اجتماعی سراسری روسیه «کنگره ملل قفقاز» درمسکو محسوب می‌گردد. 
- از سال ۲۰۰۸ تا سال ۲۰۱۰ ریاست کمیته اجرایی جنبش «کنگره ملل قفقاز» را برعهده داشت.
- ازسال ۲۰۰۸ عضو شورای اجتماعی اداره پلیس مسکو می‌باشد. 
- از سال ۲۰۰۸ معاونت رئیس شورای امور ملیتها در شهرداری مسکو را برعهده دارد. 
- از سال ۲۰۱۰ معاونت رئیس شورای اجتماعی اداره پلیس مسکو را برعهده دارد. 
- ازسال ۲۰۱۱ به سمت هماهنگ‌کننده شورای کارشناسی شورای مفتیان روسیه مشغول می‌باشد. 
او به‌طور منظم دردیدارهای سرگئی لاوروف وزیر امورخارجه روسیه بانماینگان سازمانهای غیردولتی معتبر روسیه که با وزارت امورخارجه روسیه دراموربین المللی همکاری متقابل دارند، شرکت می‌نماید. 
```
 (
http://rcnc.ru/index.php?option=com_content&task=view&id=2716
)
```

او مبتکر ایجاد ستاد عملیاتی اجتماعی می‌باشد که فعالیت‌هایش بارها از طرف مقامات شهرداری واداره پلیس مسکو مورد تشویق قرارگرفته‌است.
```
 (
http://rcnc.ru/index.php?option=com_content&task=view&id=1640
)
```

او فعالانه در طراحی و تدوین و پیشبرد پروژه «اتحادیه دانشجویان هم ولایتی» شرکت نمود. (۲۵۶۵&Itemid=۴۷http://rcnc.ru/index.php?option=com_content&task=view&id=)

## مواضع و نظرات
احمد عظیموف در مصاحبه‌ای با موضوع «توان بالقوه اسلام هنوز تاپایان کشف نشده‌است» در خصوص معضلات قفقاز اظهارداشت: «من عقیده دارم که مسئله اصلی در کل قفقاز انحطاط فکری اکثریت اهالی قفقاز می‌باشد. ارزشها درآنجا کاملاً تغییر یافته‌اند. چیزهای خوب بد تلقی می‌گردند و برعکس. بسیاری از آن‌ها رفتار پست و فرومایه و نادیده شمردن حق را یاد گرفته‌اند. مابه مسائلی افتخار می‌کنیم که برای نیاکانمان خجالت آور بود، به قویتران ناشرافتمند احترام می‌گذاریم و به ضعفای صادق و درستکار به چشم حقارت می‌نگریم. ما تحمل خود را نسبت به کسانی که ریش آنچنانی ندارند یا دستهایشان را آنطور که باید در وقت نماز بلند نمی‌کنند از دست داده‌ایم ولی فاحشه خانه‌ها و فساد و رباخواری و دروغ را تحمل می‌کنیم. متأسفانه درچنین حال وهوایی جوانان ما تربیت می‌شوند. به همین خاطر اولین و مهمترین قدم درراستای حل معضلات بکارگرفتن تعالیم الهی است. درقرآن کریم آمده:» هر آینه خداوند موقعیت و سرنوشت مردم را تا زمانی که آن‌ها خود نخواهند تغییر نمی‌دهد". 
عظیموف در خصوص تروریسم درقفقاز می‌گوید: " تروریسم بیشتر ازهمه به خود مسلمانان به ویژه اهالی قفقاز شمالی لطمه وارد می‌آورد. ایدئولوژی که پیروان اسلام افراطی تبلیغ می‌کنند، ابداً رفاه ونیک بختی برای مسلمانان به ارمغان نخواهد آورد، برعکس، آن‌ها در جهت نابودی پایه‌های ژنتیکی ملت مسلمان قفقاز هدف‌گیری شده‌اند. جوانترین وبهترین و قویترین‌ها از هرنسلی قدم درراه نابودی خود ودیگران برداشته‌اند. این مسئله تراژدی بسیار عظیمی است.
مردان وجوانان به جنگ می‌روند، نه بخاطراینکه غذایی برای خوردن ندارند، بلکه آگاهانه از زندگی مرفه چشم پوشی کرده وخانواده‌ها وتجارت خود را رها می‌کنند. آن‌ها بدون اینکه فکر کنند، بخاطر عقایدشان قدم درراه مرگ برمی دارند که اشتباه وحشتناکی است. بله حقیقتاً اسلام توجه خاصی را به اهمیت عدالت اجتماعی معطوف می‌دارد. اما عاقلان و کسانیکه از اصول دین بسیار خوب مطلعند، روش‌های مؤثرتر گفتگو و اعتقاد راسخ را ترجیح می‌دهند اما افراد کم تجربه به راحتی قربانی سوءاستفاده‌های رنجش و رفتارستیزه جویانه این افراد می‌شوند. 